# Presidente de la Comisión Nacional de Defensa de Corea del Norte
El Presidente de la Comisión Nacional de Defensa de Corea del Norte es el comandante supremo del Ejército Popular de Corea y el puesto de máximo poder efectivo del Gobierno de Corea del Norte. Según la ley[cita requerida], el presidente tiene «la más alta autoridad administrativa», y el puesto fue confirmado el 5 de septiembre de 1998 como «el mayor del Estado». La Asamblea Suprema del Pueblo elige al presidente para un periodo de cinco años. La elección es celebrada inmediatamente a la elección de una nueva Asamblea Popular
El primer presidente fue Kim Il-sung, elegido el 9 de abril de 1993. Reelegido en 1998, 2003 y 2009, falleció en diciembre de 2011.

## Autoridad y posición legal y constitucional
Existe un debate en Corea del Norte en torno a si «la más alta autoridad del Estado» debe ser considerado equivalente a jefe de Estado. Kim Il-sung, el fallecido líder de Corea del Norte, fue declarado presidente eterno de la República, pero este honor es una faceta de su extensivo culto a la personalidad. El presidente del presídium de la Asamblea Suprema del Pueblo, que posee las funciones diplomáticas que un jefe de Estado suele asumir normalmente, es asimismo considerado en algunas ocasiones como cabeza del Estado. Las disposiciones constitucionales de Corea del Norte suelen ser poco claras para los observadores externos y es difícil determinar el estatus oficial del presidente de la Comisión. No obstante, este es tanto legal como prácticamente el miembro más poderoso del Gobierno de Corea del Norte[cita requerida].

## Presidentes
| Nombre      | Periodo                                    | Biografía                                               |
| ----------- | ------------------------------------------ | ------------------------------------------------------- |
| Kim Jong-il | 9 de abril de 1993-17 de diciembre de 2011 | 16 de febrero de 1942-17 de diciembre de 2011 (69 años) |
| Kim Jong-un | 24 de diciembre de 2011-                   | 8 de enero de 1983-                                     |